# Recht am eigenen Bild
Das Recht am eigenen Bild oder Bildnisrecht ist eine besondere Ausprägung des allgemeinen Persönlichkeitsrechts. Es besagt, dass jeder Mensch grundsätzlich selbst darüber bestimmen darf, ob und in welchem Zusammenhang Bilder von ihm veröffentlicht werden. Im angloamerikanischen Raum ist das Recht am eigenen Bild weitaus freier gestaltet als im deutschen Rechtsraum. Europaweit von Bedeutung sind beispielsweise die sogenannten Caroline-Urteile des Europäischen Gerichtshofs für Menschenrechte (EGMR).
Die Regierung Dänemarks erklärte im Juli 2025 ihre Absicht, Menschen das Copyright am eigenen Körper, dem eigenen Bild und der eigenen Stimme zuzusprechen. Dies solle die Erschaffung und Verbreitung von KI-generierten Deepfakes einschränken und Menschen vor dem digitalen Identitätsdiebstahl schützen.